# سوق الليل (جازان)
سوق الليل، هي قرية سكنية في محافظة أحد المسارحة في منطقة جازان جنوب غرب المملكة العربية السعودية ، تبعد 5 كم شرق مدينة أحد المسارحة. وتقع القرية شمال وادي خلب وشرق قرية البيطارية

## التسمية
سميت نسبة لحي سوق الليل المعروف بمكة المكرمة وهو اقرب الاحياء للحرم المكي قبل ان يدخل في التوسعة بالعام 1429هـ وذلك بسبب انتقال اول من سكنها وهو احد الاشراف ال خيرات حيث كان اجداده من سكان هذا الحي بمكة المكرمة قديما.

## تاريخ
مرت شخصيات عديدة على قرية سوق الليل مثل جون فيلبي وعاتق البلادي وأشاروا إلى موقعها في الجانب الشرقي لوادي خلب خلال عبورهم. و تعتبر القرية مسكن لقبائل عديدة منها "ال أبو عقيل الخيراتيين"

## الخدمات
تتوفر في سوق الليل خدمات أساسية تشمل التعليم والصحة، إلى جانب شبكة من الطرق التي تربطها بالمدن والقرى المحيطة. كما تشرف بلدية أحد المسارحة على تطوير البنية التحتية في القرية.

## انظر ايضاً
- محافظة أحد المسارحة
- أبو عريش
- أحد المسارحة

## وصلات خارجية
- بلدية محافظة أبو عريش
- حصر الخدمات بالمدن والقرى بمنطقة جازان نسخة محفوظة 25 يناير 2020 على موقع واي باك مشين.
- دليل الخدمات بمنطقة جازان نسخة محفوظة 18 نوفمبر 2018 على موقع واي باك مشين.